# Gesso

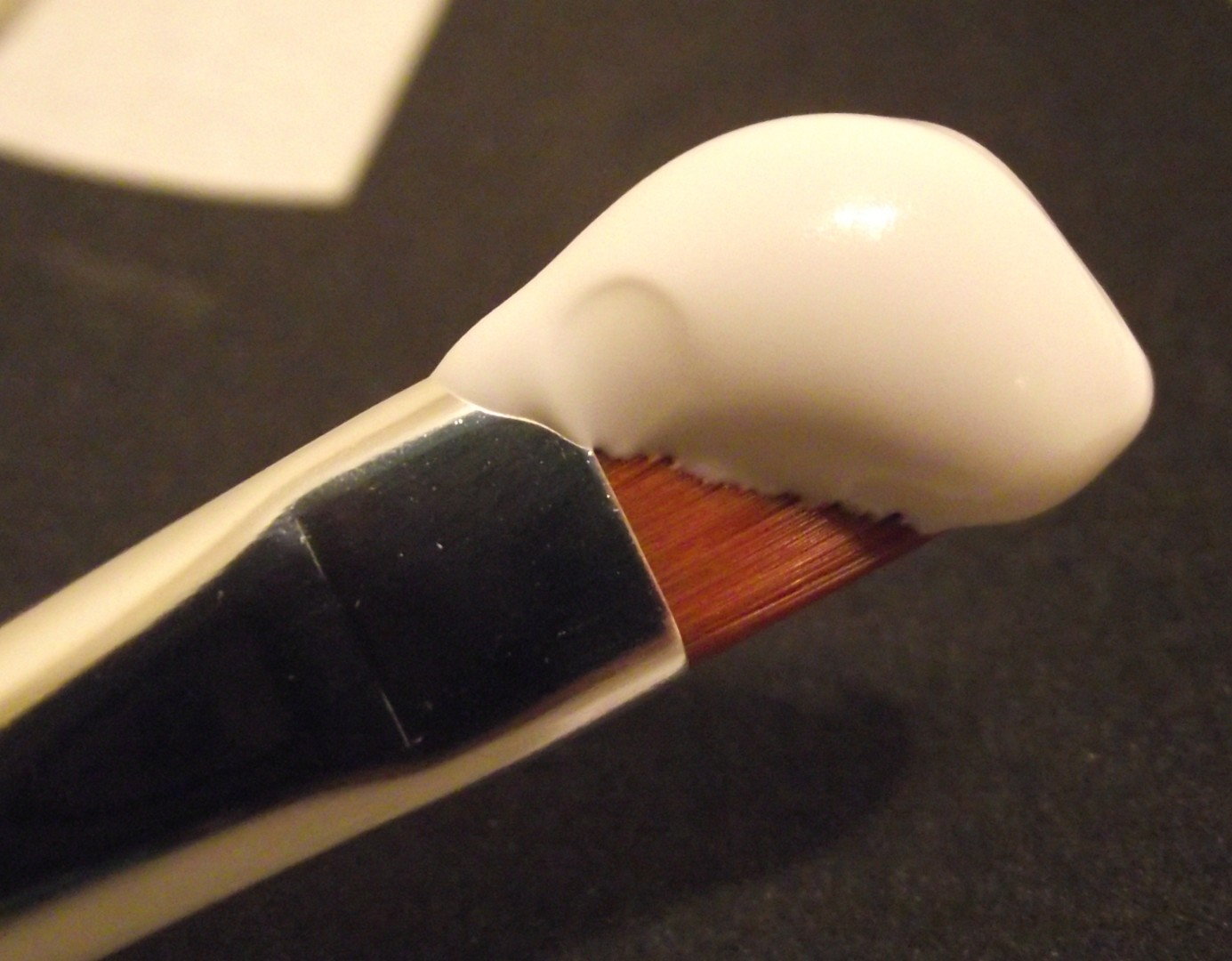
Gesso acrílic.

El gesso (pronunciació original AFI [ˈdʒɛso]) terme manllevat de l'italià en el món de les arts i de la cultura pictòrica, heretat d'un mot llatí sorgit del grec γύψος gypsos, que significa guix o escaiola, és una substància de color blanc que consisteix en una barreja d'un aglutinant amb guix, clarió, pigment, o alguna combinació d'aquests. El gesso s'aplica a llenços o altres superfícies abans de pintar sobre elles, normalment amb oli o tremp. Generalment s'aplica amb una espàtula de belles arts. El gesso també és usat, encara que poques vegades, en imatgeria, ja que en aquest art s'usa l'anomenat estuc, i en treballs manuals, ja que la seva principal funció és fer de tapaporus.